# 나이트 이동
나이트 이동(영어: Knight Shift)은 상자성 금속의 핵 자기 공명(Nuclear Magnetic Resonance, NMR) 주파수가 원자핵과 전도 전자간 상호작용에 비례하여 변하는 현상 혹은 그 이동량을 가리킨다. UC 버클리의 물리학자 월터 D. 나이트가 1949년 처음 발견하였다.
스핀이 N개인 계에 자기장 {\displaystyle {\vec {B}}}를 가했을 때의 나이트 이동을 나타내는 해밀토니안을 데카르트 좌표계에서 쓰면 다음과 같다.
{\displaystyle {{\hat {\mathcal {H}}}_{\text{KS}}}=-\sum \limits _{\mathit {i}}^{N}{{{\gamma }_{\mathit {i}}}\cdot {{\hat {\vec {I}}}_{\mathit {i}}}\cdot {{\hat {\mathbf {K} }}_{\mathit {i}}}\cdot {\vec {B}}}}
여기서 i번째 스핀에 대한 {\displaystyle {\gamma }_{\mathit {i}}}는 자기 회전 비(gyromagnetic ratio), {\displaystyle {{\hat {\vec {I}}}_{\mathit {i}}}}는 핵의 각운동량 연산자 벡터,
{\displaystyle {{\hat {\mathbf {K} }}_{i}}=\left({\begin{matrix}{{K}_{xx}}&{{K}_{xy}}&{{K}_{xz}}\\{{K}_{yx}}&{{K}_{yy}}&{{K}_{yz}}\\{{K}_{zx}}&{{K}_{zy}}&{{K}_{zz}}\\\end{matrix}}\right)}
는 화학적 이동에서의 차폐 텐서와 비슷한 이계(second-rank) 텐서이다.
나이트 이동 K는 금속인 특정 원자(나트륨 등)의 핵 자기 공명 주파수가 금속이 아닌 환경에 놓였을 때(염화 나트륨 등으로)에 비해 달라진 양을 가리킨다. 이 차이는 전도 전자의 스핀에 의한 자성이 나트륨 원자핵의 자성과 상호작용하기 때문에 생긴다. 전도 전자의 자성에 의한 자기장의 크기는 외부에서 가하는 공진 자기장에 비해 1/1000정도인 반면 염화 나트륨에서는 이같은 효과가 발생하지 않는다. 좀 더 구체적으로는, 파울리 상자성 스핀 감수율(susceptibility) 혹은 원자핵에서 파동 함수의 s-성분 때문에 나이트 이동이 일어난다.
전자 구조에 따라 나이트 이동값은 온도의 영향을 받기도 한다. 전자의 상태 밀도가 페르미 준위 근처에서 에너지에 따라 크게 변하지 않는 보통의 금속에서는 나이트 이동값이 온도와 관계없이 일정하다. 반대로 고온 초전도체처럼 전자 상태 밀도가 온도에 따라 변하는 물질의 경우에는 나이트 이동값으로부터 그 변화를 추산할 수 있다.